# Sinovitis
La sinovitis és el terme mèdic per la inflamació de la membrana sinovial. La sinovitis és una inflamació de la capa interna de la càpsula articular. Aquesta condició normalment resulta dolorosa quan es mouen les articulacions
La sinovitis pot ocórrer associada a l'artritis com també amb lupus, gota, i altres condicions. La sinovitis es troba més comunament en l'artritis reumatoide que en les altres formes de l'artritis, però també es pot trobar en menys ocasios en l'osteoartritis. A llarg termini la sinovitis pot donar com a resultat la degeneració de les articulacions.

## Signes i símptomes
La sinovitis causa estovament de les articulacions o dolor, inflamació i nòduls durs.

## Sinovitis aguda
La sinovitis aguda es caracteritza per una infiltració granulocítica predominantment de la membrana sinovial. Es manifesta en hiperèmia (augment del flux sanguini), augment de la permeabilitat vascular i edema de la membrana sinovial i el vessament articular.

## Tractament
Els símptomes de la sinovitis es poden tractar amb fàrmacs antiinflamatoris com els AINEs. Es poden injectar glucocorticoides en l'articulació afectada. El tractament específic depèn de la causa de la sinovitis.